# サンツェッペリン
サンツェッペリンは日本の競走馬。2007年の京成杯（JpnIII）の優勝馬である。同年の皐月賞では15番人気で2着に入り、3連単の配当が同競走史上最高の162万3250円という大波乱を巻き起こした。馬名の由来は「太陽 (Sun) ＋飛行船名（ツェッペリン）」。

## 経歴

### 2歳（2006年）
2006年6月24日、福島競馬場の新馬戦（ダート1000m）でデビューしたが6着に敗れた。中1週で今度は芝1200mに出走したが11着であった。なお、この2戦は後に皐月賞で叩き合いを繰り広げたヴィクトリーに騎乗する田中勝春が鞍上だった。その後サンツェッペリンは3ヶ月の休養に入り、休み明けの未勝利では、以後のパートナーとなる松岡正海に乗り替わって初勝利を挙げた。
そして500万下条件戦を2走した後、オープン特別のホープフルステークスに出走。もともと騎乗予定だった松岡は右腓骨々折で騎乗が不可能になったため、有馬記念で騎乗予定だったホッカイドウ競馬の五十嵐冬樹が代役を務めた。これまでの先行と違って後方から差し込み、10番人気を覆してニュービギニングの2着に好走した。

### 3歳（2007年）
京成杯より始動。怪我から復帰したばかりの松岡が一転してハイペースで逃げて、重賞制覇を果たした。クラシック路線へ進むと、皐月賞の前哨戦にはスプリングステークスを選択したが、全く自分の競馬ができず8着に敗れた。
皐月賞では、重賞勝ち馬にもかかわらず15番人気という低評価であった。これは逃げて優勝した京成杯がフロック視されたこと、更に父テンビーや母父オジジアンが主に短距離で活躍する産駒を送り出している背景もあり距離が不安視されたこともあった。しかし、スタートから先頭に立つと第2コーナーでヴィクトリーに先頭を譲ったものの、共に流れをつかみ、人気馬の仕掛けが遅くなるのも幸いして、最後の直線では壮絶な一騎撃ちとなった。ゴール直前には人気のフサイチホウオーも一気に襲い掛かり、大接戦となるが、ヴィクトリーに首の上げ下げでハナ差の2着に敗れた。
この2着で東京優駿（日本ダービー）の優先出走権を手にし、3歳馬最高峰を目指すことになったが、迎えた東京優駿では、皐月賞2着ながらも9番人気と評価は低かった。レースでは、先行し、逃げたアサクサキングスを捕らえることはできず、勝ったウオッカなど後続にも交わされはしたが4着に粘り、皐月賞に続いて人気を覆した。レース後は放牧に出され、8月18日に帰厩し、秋は神戸新聞杯から菊花賞に出走を予定し、神戸新聞杯の出走1週間前に栗東トレーニングセンター入りし菊花賞出走後まで滞在する見込みであったが、馬インフルエンザ騒動により移動が規制された為に当初のローテーションが白紙化され、9月23日のオールカマーに出走したが、9着に敗れた。さらにその後、第68回菊花賞に出走するものの、14着に大敗した。なお、第1希望で香港ヴァーズ、第2希望で香港カップに予備登録を行っていたが回避した。菊花賞後は第52回有馬記念への出走。しかし、最下位となる15着に敗れた。（16頭の出馬であったがフサイチパンドラが出走取消のため15頭で開催。）

### 4歳 - 6歳（2008年 - 2010年）
2008年は白富士ステークスから始動。1番人気に支持されるが13着だった。その後、新馬戦以来のダート競走となるマーチステークスに出走するが最下位16着だった。
その後障害に転向し11月29日の障害未勝利戦に出走、結果は7着だった。そして再び平地に戻ってディセンバーステークスに出走するが、9着だった。
2009年はニューイヤーステークスから始動したが、見せ場なく12着に終わった。続くアメリカジョッキークラブカップでも12着と大敗した。レース後に左前脚に屈腱炎を発症、幹細胞移植手術を行った。2009年11月25日付けでJRAの競走馬登録を抹消された。シンガポールへ移籍の予定であったが実現せず、翌2010年にホッカイドウ競馬へ移籍した。ホッカイドウ競馬では3戦して未勝利に終わり、10月19日の瑞穂賞を最後に競走馬を引退する。

### 引退後
去勢手術を施された後、日高町のケイズ豊郷分場で余生を送っている。

## 競走成績
| 年月日 | 年月日 | 年月日 | 競馬場 | 競走名                   | 格     | 頭 数 | 枠 番 | 馬 番 | 人 気 | 着順 | 騎手       | 斤量 | 距離（馬場）  | タイム （上がり3F） （障害1F平均） | タイム （上がり3F） （障害1F平均） | タイム 差 | 1着馬（2着馬）         | 馬体重 |
| 2006.  | 6.     | 24     | 福島   | 2歳新馬                  |        | 11    | 6     | 6     | 5     | 6着  | 田中勝春   | 54   | ダ1000m（良） | 1:02.0                             | (37.7)                             | 2.3       | トロピカルライト       | 472    |
|        | 7.     | 8      | 福島   | 2歳未勝利                |        | 15    | 7     | 13    | 7     | 11着 | 田中勝春   | 54   | 芝1200m（良） | 1:12.4                             | (38.1)                             | 2.1       | マイネバイレ           | 470    |
|        | 10.    | 22     | 東京   | 2歳未勝利                |        | 8     | 3     | 3     | 6     | 1着  | 松岡正海   | 55   | 芝1800m（良） | 1:51.1                             | (34.9)                             | -0.2      | （リンガスビート）     | 466    |
|        | 11.    | 4      | 東京   | 百日草特別               | 500万  | 8     | 5     | 5     | 2     | 2着  | 松岡正海   | 55   | 芝1800m（良） | 1:47.6                             | (34.4)                             | 0.1       | アサクサキングス       | 466    |
|        | 12.    | 9      | 阪神   | エリカ賞                 | 500万  | 8     | 5     | 5     | 5     | 5着  | 本田優     | 55   | 芝2000m（良） | 2:02.5                             | (34.7)                             | 0.4       | ダノンジュンコウ       | 470    |
|        | 12.    | 24     | 中山   | ホープフルS              | OP     | 15    | 5     | 9     | 10    | 2着  | 五十嵐冬樹 | 55   | 芝2000m（良） | 2:01.3                             | (36.2)                             | 0.2       | ニュービギニング       | 470    |
| 2007.  | 1.     | 14     | 中山   | 京成杯                   | JpnIII | 12    | 7     | 10    | 3     | 1着  | 松岡正海   | 56   | 芝2000m（良） | 2:01.6                             | (35.0)                             | -0.3      | （メイショウレガーロ） | 470    |
|        | 3.     | 18     | 中山   | スプリングS              | JpnII  | 11    | 2     | 2     | 4     | 8着  | 松岡正海   | 56   | 芝1800m（良） | 1:49.7                             | (36.7)                             | 0.7       | フライングアップル     | 474    |
|        | 4.     | 15     | 中山   | 皐月賞                   | JpnI   | 18    | 5     | 9     | 15    | 2着  | 松岡正海   | 57   | 芝2000m（良） | 1:59.9                             | (35.7)                             | 0.0       | ヴィクトリー           | 466    |
|        | 5.     | 27     | 東京   | 東京優駿                 | JpnI   | 18    | 6     | 12    | 9     | 4着  | 松岡正海   | 57   | 芝2400m（良） | 2:25.3                             | (35.0)                             | 0.9       | ウオッカ               | 476    |
|        | 9.     | 23     | 中山   | オールカマー             | GII    | 16    | 5     | 9     | 2     | 9着  | 松岡正海   | 54   | 芝2200m（良） | 2:13.6                             | (36.1)                             | 1.1       | マツリダゴッホ         | 472    |
|        | 10.    | 21     | 京都   | 菊花賞                   | JpnI   | 18    | 5     | 9     | 8     | 14着 | 松岡正海   | 57   | 芝3000m（良） | 3:06.8                             | (37.6)                             | 1.7       | アサクサキングス       | 472    |
|        | 12.    | 23     | 中山   | 有馬記念                 | GI     | 15    | 5     | 9     | 14    | 15着 | 北村宏司   | 55   | 芝2500m（稍） | 2:37.4                             | (40.0)                             | 3.8       | マツリダゴッホ         | 474    |
| 2008   | 2.     | 9      | 東京   | 白富士S                  | OP     | 14    | 3     | 4     | 1     | 13着 | 松岡正海   | 56   | 芝2000m（良） | 2:01.3                             | (35.4)                             | 0.7       | ヨイチサウス           | 478    |
|        | 3.     | 30     | 中山   | マーチS                  | GIII   | 16    | 7     | 14    | 11    | 16着 | 田中剛     | 57   | ダ1800m（良） | 1:56.2                             | (42.4)                             | 4.6       | ナナヨーヒマワリ       | 472    |
|        | 11.    | 29     | 東京   | 障害3歳上未勝利          |        | 14    | 5     | 8     | 2     | 7着  | 横山義行   | 60   | 障3000m（重） | 3:26.8                             | (13.8)                             | 3.3       | カズノダンシング       | 494    |
|        | 12.    | 20     | 中山   | ディセンバーS            | OP     | 11    | 8     | 10    | 8     | 9着  | 松岡正海   | 55   | 芝1800m（良） | 1:48.3                             | (36.3)                             | 0.8       | トウショウシロッコ     | 488    |
| 2009   | 1.     | 10     | 中山   | ニューイヤーS            | OP     | 14    | 6     | 10    | 7     | 12着 | 柴山雄一   | 55   | 芝1600m（良） | 1:35.7                             | (36.6)                             | 0.8       | マヤノツルギ           | 486    |
|        | 1.     | 25     | 中山   | AJCC                     | GII    | 13    | 4     | 5     | 10    | 12着 | 柴山雄一   | 57   | 芝2200m（良） | 2:16.5                             | (38.4)                             | 2.6       | ネヴァブション         | 486    |
| 2010   | 8.     | 11     | 門別   | ノーザンホースパーク特別 | OP     | 7     | 6     | 6     | 3     | 3着  | 小国博行   | 58   | ダ1800m（重） | 1:54.1                             |                                    | 0.7       | カゼノコウテイ         | 498    |
|        | 9.     | 9      | 門別   | ステイヤーズC            | H1     | 11    | 8     | 10    | 3     | 8着  | 小国博行   | 57   | ダ2600m（良） | 3:01.3                             | (48.9)                             | 9.2       | マキノスパーク         | 506    |
|        | 10.    | 19     | 門別   | 瑞穂賞                   | H2     | 14    | 7     | 11    | 5     | 11着 | 岩橋勇二   | 58   | ダ1800m（稍） | 1:55.4                             | (38.3)                             | 1.7       | カゼノコウテイ         | 496    |

## エピソード
サンツェッペリンの母プラントオジジアンは未勝利馬であり、父のテンビーも種牡馬成績が伸び悩み海外に再輸出されている。そういった理由もあり、サンツェッペリンの生後の評価はあまり高くなく、当歳時のセリ市では買い手がつかず主取り（販売者がそのまま引き取る）となる。その後現在の馬主である加藤信之に約100万円の値でようやく取り引きされた。このためか加藤はクラシック登録を行なわなかったが、京成杯で優勝したため、追加登録料200万円を支払って皐月賞に出走することができた。
主戦騎手の松岡は、育成牧場時代からサンツェッペリンの騎乗を直訴し、調教をつけていた。

## 血統表
| サンツェッペリンの血統（ニジンスキー系（ノーザンダンサー系） / Hail to Reason5×4=9.38% Princequillo5×5=6.25%） | サンツェッペリンの血統（ニジンスキー系（ノーザンダンサー系） / Hail to Reason5×4=9.38% Princequillo5×5=6.25%） | サンツェッペリンの血統（ニジンスキー系（ノーザンダンサー系） / Hail to Reason5×4=9.38% Princequillo5×5=6.25%） | （血統表の出典）  | （血統表の出典） |
| 父 *テンビー Tenby 1990 鹿毛                                                                                   | 父の父Caerleon 1980 鹿毛                                                                                       | Nijinsky II | Northern Dancer   | Northern Dancer  |
| 父 *テンビー Tenby 1990 鹿毛                                                                                   | 父の父Caerleon 1980 鹿毛                                                                                       | Nijinsky II | Flaming Page      |                  |
| 父 *テンビー Tenby 1990 鹿毛                                                                                   | 父の父Caerleon 1980 鹿毛                                                                                       | Foreseer | Round Table       | Round Table      |
| 父 *テンビー Tenby 1990 鹿毛                                                                                   | 父の父Caerleon 1980 鹿毛                                                                                       | Foreseer | Regal Gleam       |                  |
| 父 *テンビー Tenby 1990 鹿毛                                                                                   | 父の母Shining Water 1984 鹿毛                                                                                  | Kalaglow | Kalamoun          | Kalamoun         |
| 父 *テンビー Tenby 1990 鹿毛                                                                                   | 父の母Shining Water 1984 鹿毛                                                                                  | Kalaglow | Rossitor          |                  |
| 父 *テンビー Tenby 1990 鹿毛                                                                                   | 父の母Shining Water 1984 鹿毛                                                                                  | Idle Waters | Mill Reef         | Mill Reef        |
| 父 *テンビー Tenby 1990 鹿毛                                                                                   | 父の母Shining Water 1984 鹿毛                                                                                  | Idle Waters | Midsummertime     |                  |
| 母 プラントオジジアン 1999 栗毛                                                                                | 母の父*オジジアン Ogygian 1983 鹿毛                                                                            | Damascus | Sword Dancer      | Sword Dancer     |
| 母 プラントオジジアン 1999 栗毛                                                                                | 母の父*オジジアン Ogygian 1983 鹿毛                                                                            | Damascus | Kerala            |                  |
| 母 プラントオジジアン 1999 栗毛                                                                                | 母の父*オジジアン Ogygian 1983 鹿毛                                                                            | Gonfalon | Francis S.        | Francis S.       |
| 母 プラントオジジアン 1999 栗毛                                                                                | 母の父*オジジアン Ogygian 1983 鹿毛                                                                            | Gonfalon | Grand Splendor    |                  |
| 母 プラントオジジアン 1999 栗毛                                                                                | 母の母*キクカローバート 1987 栗毛                                                                              | Roberto | Hail to Reason    | Hail to Reason   |
| 母 プラントオジジアン 1999 栗毛                                                                                | 母の母*キクカローバート 1987 栗毛                                                                              | Roberto | Bramalea          |                  |
| 母 プラントオジジアン 1999 栗毛                                                                                | 母の母*キクカローバート 1987 栗毛                                                                              | Old Grenada | Pronto            | Pronto           |
| 母 プラントオジジアン 1999 栗毛                                                                                | 母の母*キクカローバート 1987 栗毛                                                                              | Old Grenada | Fiorita F-No.22-b |                  |